# Cambrésis

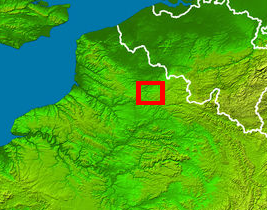
Cambrésis läge i nutida Frankrike

Cambrésis är ett historiskt grevskap i norra Frankrike med staden Cambrai som centralort. Det motsvarade i stort sett dagens arrondissement Cambrai förutom Solesmes som tillhörde Hainaut-Cambrésis, och Cateau som tillhörde Thiérache. Arkeologiska utgrävningar har visat att människor har bebott Cambrésis under de senaste 500 000 åren.
Biskoparna i Cambrai blev under medeltiden allt mäktigare, och i början av 1000-talet gjorde de Cambrésis till sitt eget grevskap. De skulle regera i 800 år och fick vid flera tillfällen stor diplomatisk betydelse på grund av grevskapets neutralitet. Till exempel undertecknades Damernas fred (även kallad "Freden i Cambrésis") 1529 och Fördraget i Cateau-Cambrésis 1559 här.
På 1200-talet var Pierre de Corbeil greve i Cambrésis. När pesten drabbade Frankrike på 1300-talet dog 11 000 människor i Cambrésis.På 1400-talet fick grevarna av Bourgogne kontroll över Cambrésis samtidigt som andra grevskap i regionen: Flandern, Artois och Hainaut. På 1500-talet blev Cambrésis ett hertigdöme.